# Cô chủ nhỏ (phim truyền hình 1986)
Cô chủ nhỏ (tiếng Bồ Đào Nha: Sinhá Moça) là một bộ phim truyền hình thuộc thể loại telenovela của hãng truyền hình Rede Globo, ra mắt lần đầu năm 1986.
Truyện phim dựa theo tiểu thuyết cùng tên của nữ văn sĩ Maria Dezonne Pacheco Fernandes.

## Ê-kíp
- Phục trang: Paulo Lóes

| Diễn viên               | Thủ vai                                       |
| ----------------------- | --------------------------------------------- |
| Lucélia Santos          | Cô chủ nhỏ (Maria das Graças Ferreira Fontes) |
| Marcos Paulo            | Rodolfo Garcia Fontes                         |
| Mauro Mendonça          | bác sĩ Fontes                                 |
| Elaine Cristina         | Baronesa Cândida Ferreira                     |
| Luiz Carlos Arutin      | Augusto                                       |
| Neuza Amaral            | Inês Garcia Fontes                            |
| Antônio Pompeo          | Justino                                       |
| Norma Blum              | Nina Teixeira                                 |
| Patrícia Pillar         | Ana do Véu (Ana Luísa Teixeira)               |
| José Augusto Branco     | Manoel Teixeira                               |
| Cláudio Corrêa e Castro | bác sĩ João Amorim                            |
| Chica Xavier            | Bá (Virgínia)                                 |
| Daniel Dantas           | Ricardo Garcia Fontes                         |
| Solange Couto           | Adelaide Coutinho                             |
| Raymundo de Souza       | Dimas (Rafael)                                |
| Ivan Mesquita           | Coutinho                                      |
| Cláudio Mamberti        | Delegado Antero                               |
| Jacyra Sampaio          | Rute                                          |
| Gésio Amadeu            | Fulgêncio                                     |
| Valter Santos           | Feitor Bruno                                  |
| Tony Tornado            | Justo Filho (Capitão-do-Mato)                 |
| Cosme dos Santos        | Sebastião (Bastião)                           |
| Germano Filho           | Everaldo                                      |
| Dênis Derkian           | Renato                                        |
| Fernando José           | Martinho                                      |
| Ênio Santos             | Inácio                                        |
| Augusto Olímpio         | Bobó (người giữ đồ Thánh)                     |
| Luciana Braga           | Juliana                                       |
| Tarcísio Filho          | Mário                                         |
| Tato Gabus Mendes       | José Coutinho                                 |
| Nizo Neto               | Nino                                          |
| Renato Prieto           | Vila                                          |
| José Prata              | Bentinho                                      |
| Grande Otelo            | Justo                                         |
| Sérgio Viotti           | Cha José                                      |
| Rubens de Falco         | Barão de Araruna (Đại tá Ferreira)            |
| Newton Martins          | Viriato                                       |
| Alciro Cunha            | Nogueira                                      |
| Cláudio McDowell        | Tibúrcio                                      |
| Athayde Arcoverde       | Robusto                                       |
| Antônio Francisco       | Honório                                       |
| Milton Gonçalves        | Pai José                                      |
| Lizandra Souto          |                                               |
| Selton Mello            |                                               |
| Ruth de Souza           | Balbina                                       |
| Dhu Moraes              | Maria das Dores                               |
| Henri Pagnoncelli       | Eduardo                                       |
| Aldo César              | lái buôn nô lệ                                |
| Aldo Bueno              | Pedro                                         |
| Joel Silva              | Tobias                                        |
| Canarinho               |                                               |
| Aguinaldo Rocha         |                                               |
| Enock Batista           | Antão                                         |
| Paulo Nunes             |                                               |
| Zeni Pereira            |                                               |
| Fernando Almeida        |                                               |
| Romeu Evaristo          |                                               |

## Hậu trường

### Sự kiện thú vị
- Um remake de Sinhá Moça foi produzido pela Rede Globo e exibido em 2006, adaptado por Edmara Barbosa e Edilene Barbosa, no mesmo horário da versão original, 18 horas. Nesta segunda versão, Débora Falabella e Danton Mello viveram o casal protagonista.
- Sinhá Moça foi reprisada no Vale a Pena Ver de Novo, entre 15 de março e 2 de julho de 1993, as 13h30, em 80 capítulos.
- Foi um dos maiores sucessos da década de 80 do horário. Teve média geral de 46 pontos de audiência.
- Dois anos antes, os protagonistas Lucélia Santos e Marcos Paulo, trabalharam juntos na minissérie Meu Destino É Pecar.
- Milton Gonçalves fez o personagem Pai José nas duas versões de Sinhá Moça e foi indicado ao Prêmio Emmy de melhor ator.
- Patrícia Pillar que fez a personagem Ana do Véu, participaria na segunda versão de "Sinhá Moça" em 2006 como Cândida Ferreira, Baronesa de Araruna.
- A canção "Aventureiro", com Antônio Carlos e Jocáfi, foi clipe do Fantástico na época em que a novela foi exibida.

### Nhạc phim
- "Sinhaninha" - Ronnie Von
- "Zumbi, A Felicidade Guerreira" - Gilberto Gil
- "Ai Quem Me Dera" - Clara Nunes
- "Minha Aldeia" - Sérgio Souto
- "Papo de Passarim" - Cláudio Nucci và Zé Renato
- "Depois da Primeira Vez" - Toninho Negreiro
- "Pra Não Mais Voltar" - Fafá de Belém
- "Ginga Angola" - Roberto Ribeiro
- "Oração nos Matagais" - Altay Velloso
- "Companheiros" - Denise Emmer
- "Na Ribeira Deste Rio" - Dori Caymmi
- "Amor de Papel" - Vicente Barreto
- "Camará" - Walter Queiroz
- "Aventureiro" - Antônio Carlos & Jocáfi